# アトランタ (防護巡洋艦)
アトランタ（USS Atlanta）は、アメリカ海軍の防護巡洋艦。艦名はジョージア州アトランタに因む。その名を持つ艦としては2隻目。「新海軍 New Navy」のために議会によって認可された最初の3隻の内の1隻。

## 艦歴
アトランタは1883年11月8日にペンシルベニア州チェスターのジョン・ローチ・アンド・サンズ社で起工した。1884年10月9日にジェシー・リンカーン（ロバート・トッド・リンカーン陸軍長官の娘およびエイブラハム・リンカーン大統領の孫娘）によって命名、進水し、1886年7月19日にニューヨーク海軍工廠で艦長フランシス・M・バンス大佐の指揮下就役した。
アトランタは1887年7月までニューヨーク海軍工廠に留まり艤装および修正が行われ、その後北大西洋戦隊に加わった。2年ほどの間、大西洋岸、メキシコ湾および西インド諸島を巡航し、1889年9月30日に発展艦隊 (Squadron of Evolution) に配属され、その年の冬はヨーロッパと地中海を巡航した。帰還の途中にブラジルへの親善訪問を行い、1890年7月末にニューヨークに帰還した。ニューヨークを拠点として東海岸沿いおよび西インド諸島での任務を再開する。1891年2月から4月にかけてメキシコ湾を巡航している。5月から10月にかけて大西洋岸での作戦活動に従事し、ボストンおよびニューヨークでの艦隊演習に参加、海軍民兵の訓練も行った。1891年10月から1892年7月まで東海岸沿い、西インド諸島および南米海域での任務を成功裡に完了した。

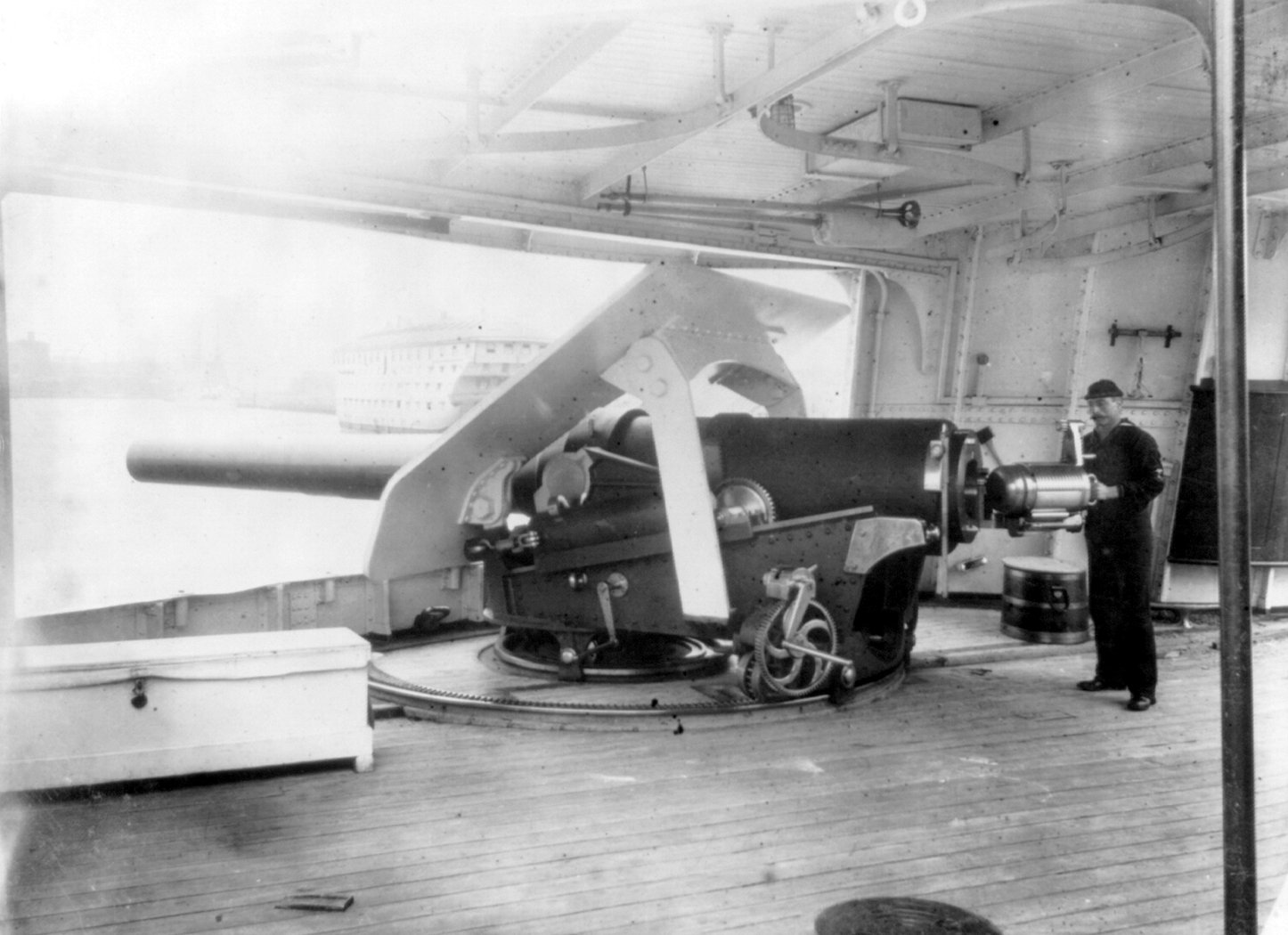
アトランタの6インチ砲

1892年9月2日、アトランタは発展艦隊から北大西洋戦隊に再配属された。1892年12月から1893年2月までの間にアトランタはアメリカ合衆国の権益保護のため西インド諸島で活動した。3月から5月にかけてバージニア州ハンプトン・ローズで行われた観閲式に参加し、5月および6月にはメキシコ湾で活動した。1893年7月18日、アトランタはバージニア州ノーフォークで予備役となる。同地で保管され、1894年4月2日に再就役した。続く17ヶ月間、北大西洋ステーションでの任務に従事した。この配備の間の1895年3月8日、政情不安になったコロンビアで、アメリカ人の生命および財産保護のためボカ・デル・トロに陸上部隊を上陸させる。9月、アトランタはニューヨーク海軍工廠で予備役となり、その後5年間保管された。
1900年9月15日、アトランタは艦長E・C・ペンドルトン中佐の指揮下再就役した。10月後半に出航し、ブラジル沖で南大西洋戦隊に加わる。1902年11月まで同海域で活動し、その後カリブ海戦隊に転属となった。カリブ海での任務ではアメリカ人保護のため1903年4月にサントドミンゴに陸上部隊を上陸させ、12月にはパナマのポルト・ベロにも上陸させた。1904年には地中海への巡航を行い、アフリカ西海岸およびケープタウンを経由して10月に南大西洋ステーションに帰還した。12月26日にハンプトン・ローズに到着し、1905年1月にメリーランド州アナポリスに移動、1月12日に予備役となる。5月8日まで不活性状態で保管された後、任務に復帰、海軍兵学校生の訓練任務に参加した。
1905年11月、アトランタはノーフォークに移動し水雷小艦隊の水兵のためのバラック船として1909年まで使用された。その後サウスカロライナ州チャールストンへ移動し、同地でもバラック船として使用される。1912年3月23日、アトランタは任務を解かれ1ヶ月後の1912年4月24日に除籍された。アトランタは1912年6月10日にチャールストンの Frank Rijsdyk's Scheepsslooperij 社に売却された。